# 板仑乡
板仑乡，是中华人民共和国云南省文山壮族苗族自治州富宁县下辖的一个乡镇级行政单位。

## 行政区划
板仑乡下辖以下地区：
板仑村、木都村、四亭村、瓦窑村、弄楼村、弄歪村、郎六村、平纳村、龙迈村、木腊村和龙洋村。